# Ро Гидры
Ро Гидры (лат. ρ Hydrae), 13 Гидры (лат. 13 Hydrae), HD 75137 — тройная звезда в созвездии Гидры на расстоянии (вычисленном из значения параллакса) приблизительно 312 световых лет (около 95,8 парсек) от Солнца. Возраст звезды определён как около 1,015 млрд лет.

## Характеристики
Первый компонент (WDS J08484+0550A) — белая звезда спектрального класса A0IV, или A0Vn, или A0. Видимая звёздная величина звезды — +4,36m. Масса — около 6,016 солнечной, радиус — около 11,858 солнечного, светимость — около 241,88 солнечной. Эффективная температура — около 9834 K.
Второй компонент — красный карлик спектрального класса M. Масса — около 300,9 юпитерианской (0,2872 солнечной). Удалён в среднем на 2,72 а.е..
Третий компонент (WDS J08484+0550B). Видимая звёздная величина звезды — +11,9m. Удалён на 12,1 угловой секунды.